# Hietzing
Zeleni 13. okraj Hietzing je ena najpremožnejših dunajskih sosesk, v kateri so številne zgodovinske vile. Baročna palača Schönbrunn, poletna rezidenca Habsburžanov, vabi obiskovalce v svoje razkošne sobane, sprehajalci pa se zbirajo na urejenih vrtovih in v živalskem vrtu. Ljudje iz visoke družbe se srečujejo v elegantnih lokalih ob cesti Hietzinger Hauptstrasse, kot je Café Dommayer. Obširen rezervat Lainzer Tiergarten je priljubljen med pohodniki.